# Полтавское (Акмолинская область)
Полтавское (каз. Полтавское) — село в Егиндыкольском районе Акмолинской области Казахстана. Административный центр Алакольского сельского округа. Код КАТО — 114435100.

## География
Село расположено в 20 км на восток от районного центра села Егиндыколь.

## Население
В 1989 году население села составляло 742 человека (из них русских 29%, казахов 27%).
В 1999 году население села составляло 509 человек (259 мужчин и 250 женщин). По данным переписи 2009 года, в селе проживало 416 человек (216 мужчин и 200 женщин).
| Численность населения | Численность населения | Численность населения |
| 1989                  | 1999                  | 2009                  |
| --------------------- | --------------------- | --------------------- |
| 742                   | ↘509                  | ↘416                  |